# Eupelops distinctus
Eupelops distinctus är en kvalsterart som beskrevs av Grobler 1989. Eupelops distinctus ingår i släktet Eupelops och familjen Phenopelopidae. Inga underarter finns listade i Catalogue of Life.